# Kristian Sheikki Laakso
Pour les articles homonymes, voir Laakso.
Kristian Sheikki Laakso (né Kristian Veli Laakso le 23 septembre 1968 à Helsinki) est un homme politique finlandais,.

## Biographie
Kristian Laakso a officiellement changé son prénom pour Kristian Sheikki Laakso dans les années 1990.
Il avait gagné son surnom de « cheik » alors qu'il travaillait comme pompiste dans son adolescence.
Kristian Laakso a été entrepreneur dans l'industrie du recyclage. Son ancienne entreprise a fait faillite et il dispose par conséquent de 84 avis de saisie et de 219 000 € de créances.
Kristian Laakso a remporté le championnat finlandais des derbys de démolition en 1994 et organise toujours des événements de derby de démolition.
En janvier 2024, Laakso a été condamné à une amende pour avoir résisté à un fonctionnaire.
Il avait résisté à la police à Kouvola le 2 décembre 2023.

## Carrière politique
Aux élections municipales de 2017, il figurait sur la liste des indépendants de Suur-Kouvola, obtenant 572 voix et a été élu au conseil de Kouvola.
En février 2018, Kristian Laakso a rejoint l'association locale du parti des Finlandais de la région de Kouvola.
De sa propre initiative, Kristian Laakso a renoncé à être membre du comité de construction et d'environnement de Kouvola, estimant que ce lieu appartient toujours à des personnes non engagées,,.
Kristian Laakso est candidat pour la première fois sur les listes du parti de l'indépendance (fi) aux élections législatives finlandaises de 2015, obtenant 1 159 voix et n'a donc pas été élu.
Kristian Laakso obtient 5 647 voix aux élections législatives finlandaises de 2019 sur la liste du parti des Finlandais et a été élu au parlement.
Lors des élections législatives finlandaises de 2023, il obtient 7 635 voix et a été élu pour un second mandat de député.